# Табар-Черки
 Табар-Черки  (чув. Чирккӗн) — деревня в Апастовском районе Татарстана. Административный центр Табар-Черкийского сельского поселения.

## География
Находится в западной части Татарстана на расстоянии приблизительно 4 км на юг-юго-запад от районного центра поселка Апастово.

## История
Основана не позднее 1721 года.

## Население
Постоянных жителей было в 1782 — 65 душ мужского пола, в 1859—259, в 1897—700, в 1908—726, в 1920—814, в 1926—589, в 1938—688, в 1949—464, в 1958—505, в 1970—493, в 1979—515, в 1989—454. Постоянное население составляло 495 человек (чуваши 82 %) в 2002 году, 419 в 2010.